# More (Vitamin C)
More è il secondo album in studio della cantante statunitense Vitamin C, pubblicato il 30 gennaio 2001 dalla Elektra Records e dal Warner Music Group.

## Accoglienza
| Recensione           | Giudizio |
| -------------------- | -------- |
| AllMusic             |          |
| Entertainment Weekly | B        |
| Rolling Stone        |          |

More ha ottenuto recensioni  positive da parte dei critici musicali. Su Metacritic, sito che assegna un punteggio normalizzato su 100 in base a critiche selezionate, l'album ha ottenuto un punteggio medio di 69 basato su nove recensioni.

## Tracce
1. The Itch – 3:30 (Colleen Fitzpatrick, Jimmy Harry, Billy Steinberg)
2. Sex Has Come Between Us – 2:57 (Colleen Fitzpatrick, Jimmy Harry, Billy Steinberg)
3. That Was Then, This Is Now – 4:07 (Colleen Fitzpatrick, Josh Deutsch)
4. Dangerous Girl – 3:44 (Billy Mann, Andy Marvel)
5. She Talks About Love – 3:29 (Colleen Fitzpatrick, Michael Kotch)
6. I Know What Boys Like – 3:25 (Chris Butler)
7. Busted – 3:24 (Colleen Fitzpatrick, Christian Karlsson, Fredrik Odesjo)
8. Special – 4:45 (Colleen Fitzpatrick)
9. Where's the Party – 2:57 (Colleen Fitzpatrick, Jimmy Harry)
10. I Can't Say No – 3:05 (Colleen Fitzpatrick, Christian Karlsson, Pontus Winnberg)
11. Real Life – 3:19 (David Frank, Pam Sheyne)
12. As Long As You're Loving Me – 4:12 (Guy Roche, Shelly Peiken)

Tracce aggiunte nelle versioni australiana, neozelandese e malese
1. Smile (feat. Lady Saw) – 3:58 (Colleen Fitzpatrick, Josh Deutsch)
2. Graduation (Friends Forever) – 5:40 (Colleen Fitzpatrick, Josh Deutsch)

Tracce aggiunte nella versione giapponese
1. Smile (feat. Lady Saw) – 3:58 (Colleen Fitzpatrick, Josh Deutsch)
2. Graduation (Friends Forever) – 5:40 (Colleen Fitzpatrick, Josh Deutsch)
3. This Summer I – 3:32 (Colleen Fitzpatrick, Lauren Christy)

## Classifiche
| Classifica (2001) | Posizione massima |
| ----------------- | ----------------- |
| Australia         | 25                |
| Nuova Zelanda     | 40                |
| Stati Uniti       | 122               |